# Liste der Bodendenkmale in Ahausen
In der Liste der Bodendenkmale in Ahausen sind alle Bodendenkmale der niedersächsischen Gemeinde Ahausen aufgelistet. Die Quelle ist der Denkmalatlas Niedersachsen. 
Der Stand der Liste ist der 30. November 2024.
Allgemein

Ahausen im Landkreis Rotenburg (Wümme)

In den Spalten finden sich folgende Informationen des Bodendenkmales:
Lagegeographische Koordinaten
BezeichnungBezeichnung lt. Denkmalatlas
BeschreibungBeschreibung lt. Denkmalatlas
IDObjekt-ID
BildBild, ggf. zusätzlich mit Link zu weiteren Fotos im Medienarchiv Wikimedia Commons.

## Ahausen
| Lage                       | Bezeichnung           | Beschreibung | ID       | Bild |
| -------------------------- | --------------------- | --- | -------- | ---- |
| 53° 3′ 11″ N, 9° 19′ 32″ O | Ahausen 2, Grabhügel  | Dm. 12 m. 1962 noch 1,1 m hoch erhalten, in der Mitte alte muldenförmige Eintiefung, Rand nach Norden allmählich auslaufend, übriger Rand abgesetzt. 2000 nur noch Nordrand von ca. 3 m Breite und ca. 0,5 m Höhe erhalten. | 28972089 | BW   |
| 53° 3′ 14″ N, 9° 17′ 10″ O | Ahausen 18, Grabhügel | Durchmesser ca. 17,5 m und Höhe ca. 1,1 m, deutlich abgesetzt und unebene Oberfläche. Von zahlreichen Tiergängen und einigen Sandentnahmestellen gestört. Der einzige erhaltene von ehemals fünf Grabhügeln.                | 28972319 | BW   |
| 53° 3′ 9″ N, 9° 17′ 1″ O   | Ahausen 22, Grabhügel | Durchmesser ca. 17 m und Höhe ca. 1 m, ebenmäßig gewölbt, der Rand flach auslaufend. Am Nordwest-Rand alter, kurzer Deckungsgraben.                                                                                         | 28972090 | BW   |
| 53° 3′ 8″ N, 9° 16′ 37″ O  | Ahausen 24, Grabhügel | Durchmesser ca. 11 m und Höhe ca. 0,6 m, 1962 noch Dm. 9 m; H. 0,80 m. | 28972082 | BW   |
| 53° 3′ 9″ N, 9° 16′ 36″ O  | Ahausen 25, Grabhügel | Durchmesser ca. 13 m und Höhe ca. 1 m, ebenmäßig gewölbt, Rand in natürlichen Hang übergehend. | 28972083 | BW   |
| 53° 2′ 9″ N, 9° 17′ 12″ O  | Ahausen 26, Grabhügel | Durchmesser ca. 16 m und Höhe ca. 1,2 m, Kuppe abgeflacht mit alten Eintiefungen. | 28972084 | BW   |
| 53° 2′ 8″ N, 9° 17′ 15″ O  | Ahausen 27, Grabhügel | Durchmesser ca. 10 m und Höhe ca. 1 m, ebenmäßig gewölbt, allmählich auslaufender Rand. | 28972074 | BW   |
| 53° 3′ 23″ N, 9° 20′ 38″ O | Ahausen 37, Grabhügel | Durchmesser ca. 16 m und Höhe ca. 1,2 m. Rund und ebenmäßig gewölbt auf natürlicher Bodenerhebung. | 28972081 | BW   |
| 53° 3′ 30″ N, 9° 20′ 39″ O | Ahausen 40, Grabhügel | Durchmesser ca. 20 m und Höhe ca. 1,5 m. In der Mitte eine große Ausschachtung, Länge 9 m, von 3 m und Tiefe 0,5 – 1,5 m.                                                                                                   | 28972092 | BW   |
| 53° 3′ 57″ N, 9° 16′ 43″ O | Ahausen 50, Grabhügel | Durchmesser ca. 13 m und Höhe ca. 1 m. Mit Einkuhlungen. Das Gelände fällt nach Norden zu einem Waldpfad. 1980 noch Dm. 15 m; H. 1,90 m. Einziger erhaltener einer Gruppe von ehemals fünf Hügeln.                          | 28972087 | BW   |
| 53° 3′ 34″ N, 9° 20′ 36″ O | Ahausen 57, Grabhügel | Durchmesser ca. 17 m und Höhe ca. 1 m. Rund und ebenmäßig gewölbt. | 28972088 | BW   |

## Eversen
| Lage                       | Bezeichnung           | Beschreibung | ID       | Bild |
| -------------------------- | --------------------- | --- | -------- | ---- |
| 53° 1′ 34″ N, 9° 18′ 57″ O | Eversen 17, Grabhügel | Durchmesser ca. 18 m und Höhe ca. 1,2 m. Hoch gewölbter Hügel, mit weit auslaufendem Rand im Norden und Süden. | 28971335 | BW   |
| 53° 1′ 28″ N, 9° 19′ 8″ O  | Eversen 19, Grabhügel | Durchmesser ca. 11 m und Höhe ca. 0,5 m. Flach gewölbt, schwach abgesetzter Rand. | 28971459 | BW   |
| 53° 1′ 27″ N, 9° 18′ 1″ O  | Eversen 24, Grabhügel | Durchmesser ca. 12 m und Höhe ca. 1,1 m. Uneben gewölbt und Rand deutlich abgesetzt. Nördliches Drittel abgetragen. | 28971465 | BW   |
| 53° 1′ 27″ N, 9° 18′ 2″ O  | Eversen 25, Grabhügel | Durchmesser ca. 15 m und Höhe ca. 1,3 m. Rand teils deutlich abgesetzt. An östl. Seite stark angeschnitten durch befestigte Straße. Auch der zentrale Nereich von dieser Straße abgetragen worden. Nur der knappe westliche Teil ist vorhanden. | 28971468 | BW   |
| 53° 1′ 27″ N, 9° 18′ 5″ O  | Eversen 26, Grabhügel | Durchmesser ca. 21 m und Höhe ca. 1,7 m. Groß, ebenmäßig gewölbt mit deutlich abgesetztem Rand. | 28971565 | BW   |

### Eversen 5
- ID:28973047
- Gruppe von ehemals sieben Grabhügeln in dichter Lage. Einer der Hügel war bereits 1962 nur noch als Verfärbung erkennbar, ein weiterer, mehr südlich gelegener, 2001 obertägig nicht mehr vorhanden. Fünf Grabhügel sind mit Dm. 9 – 18 m und  H. 0,4 – 1,7 m erhalten.

| Lage                       | Bezeichnung | Beschreibung | ID       | Bild |
| -------------------------- | ----------- | --- | -------- | ---- |
| 53° 1′ 15″ N, 9° 18′ 28″ O | Eversen 5   | Durchmesser ca. 18 m und Höhe ca. 1,7 m. Ebenmäßig stark gewölbt, stark abgesetzter Rand. Im Süden durch Feldweg stark angeschnitten.                 | 28973041 | BW   |
| 53° 1′ 16″ N, 9° 18′ 28″ O | Eversen 6   | Durchmesser ca. 13 m und Höhe ca. 1 m. Von Osten nach Westen langgestreckt und dort am Rand flach auslaufend. Sonst deutlich abgesetzt. Ehemals rund. | 28973044 | BW   |
| 53° 1′ 15″ N, 9° 18′ 29″ O | Eversen 7   | Durchmesser ca. 9 m und Höhe ca. 0,4 m. Flach, uneben. Ursprüngliche Form kaum zu erkennen. 1962 noch ebenmäßig gewölbt und Rand schwach abgesetzt.   | 28973043 | BW   |
| 53° 1′ 15″ N, 9° 18′ 30″ O | Eversen 8   | Durchmesser ca. 11 m und Höhe ca. 1 m. | 28973045 | BW   |
| 53° 1′ 15″ N, 9° 18′ 32″ O | Eversen 9   | Durchmesser ca. 11 m und Höhe ca. 0,6 m. Ebenmäßig gewölbt. In Südhälfte flach auslaufend, sonst deutlich abgesetzt.                                  | 28973046 | BW   |

### Eversen 20
- ID:28971462
- Drei Grabhügel; Dm. 9 – 15 m und H. 0,5 – 1,2 m.

| Lage                       | Bezeichnung | Beschreibung | ID       | Bild |
| -------------------------- | ----------- | --- | -------- | ---- |
| 53° 1′ 22″ N, 9° 17′ 56″ O | Eversen 20  | Durchmesser ca. 15 m und Höhe ca. 1,2 m. Rand flach auslaufend. Einkuhlungen. | 28971341 | BW   |
| 53° 1′ 23″ N, 9° 17′ 58″ O | Eversen 21  | Durchmesser ca. 15 m und Höhe ca. 1,2 m. Nordhälfte einplaniert und zerstört. Andere Fläche vollkommen erhalten. Durch den Abtrag der einen Hälfte ist ein regelrechtes Profil entstanden, das den Aufbau zeigt. Hat wahrscheinlich einen Steinkranz (kopfgroße Steine) und in der Mitte eine Eintiefung. Die Befunde einer Grabung von 1986 deuten auf eine Anlage des Grabhügels in der älteren Bronzezeit oder der vorausgehenden Einzelgrabkultur hin. | 28971461 | BW   |
| 53° 1′ 24″ N, 9° 17′ 55″ O | Eversen 22  | Durchmesser ca. 9 m und Höhe ca. 0,5 m. Flach auslaufender Rand. | 28971466 | BW   |